# 角赤旋螺
角赤旋螺（学名：Pleuroploca trapezium）是一個海螺的物种，屬於新腹足目细带螺科的海洋腹足纲软体动物。舊屬前鰓類旋螺科:596，日常生活提及的「旋螺」常指本物種，其肉身俗稱「香螺肉」:596。本物種一般作為食用而被捕獲，但當其水管溝被鋸走後，亦有用作螺號使用。

## 亞種
- Subspecies Pleuroploca trapezium audouini (Jonas, 1846)
- Forma Pleuroploca trapezium f. intermedia (Kobelt, 1875)
- Forma Pleuroploca trapezium f. paeteli (Strebel, 1911)

## 型態描述
螺殼黃褐色，質堅厚:596。殼長85 mm至250 mm，當中200 mm最常見。
殼面有結節狀之棱，老成者形大而殼尤堅:596。殼有褐色刻紋，呈渦狀:596。
水管溝短而突出。
本物種在塞舌尔曾被發現會捕食棘蟹守螺（Cerithium echinatum）。

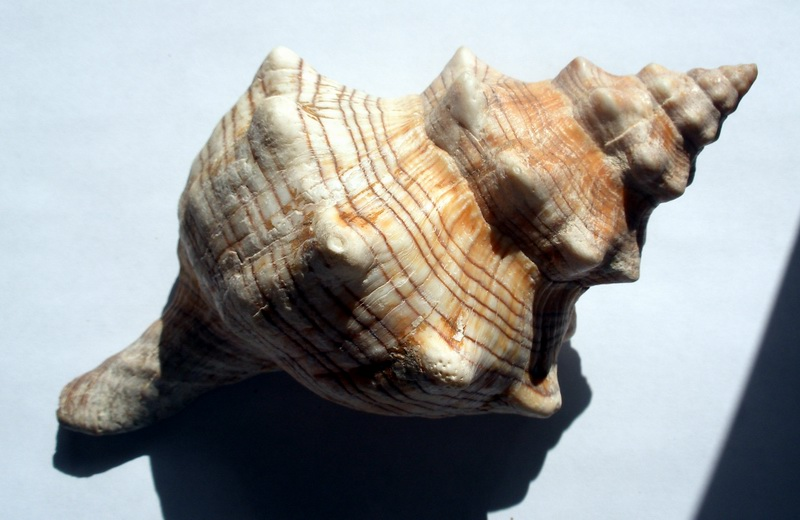
Pleuroploca trapezium, apertural view

## 分佈
本物種分佈於印度洋的红海、阿尔达布拉环礁沿岸、马达加斯加、毛里求斯、莫桑比克、留尼汪、南非及坦桑尼亚；在西太平洋分佈於北起日本、中国大陆、台湾、马来西亚、印度尼西亚、美拉尼西亚、新喀里多尼亞及澳大利亚的昆士蘭州北部。在澳大利亚沿岸亦偶有出現但罕見。

## 棲息地
常栖息在低潮线的長海草海床，見於水深20米左右。

## 延伸閱讀
- Dautzenberg, Ph. (1929). Mollusques testaces marins de Madagascar. Faune des Colonies Francaises, Tome III
- Richmond, M. (Ed.) (1997). A guide to the seashores of Eastern Africa and the Western Indian Ocean islands. Sida/Department for Research Cooperation, SAREC: Stockholm, Sweden. ISBN 91-630-4594-X. 448 pp.

## 外部連結
- 維基物種上的相關：角赤旋螺
- Hardy, Eddie. . Hardy's Internet Guide to Marine Gastropods.   [2010-11-24]. （原始内容存档于2020-06-28） （英语）.